# Antoine-Joseph Roy
Antoine-Joseph Roy est un homme politique français né le 16 août 1748 à Nonac (Charente) et décédé le 15 mars 1828 à Poitiers (Vienne).
Avocat à Angoulême, il est député du tiers état aux États généraux de 1789. Il fait partie de la minorité du tiers état opposé aux réformes. Il devient secrétaire général de la Charente en 1814, sous la première Restauration, puis en 1817, conseiller à la cour d'appel de Poitiers.

## Sources
- « Antoine-Joseph Roy », dans Adolphe Robert et Gaston Cougny, Dictionnaire des parlementaires français, Edgar Bourloton, 1889-1891 [détail de l’édition]